# 10 век
10 век започва на 1 януари 901 г. и свършва на 31 декември 1000 г.

## Събития
- 962 година – Ото I създава Свещената Римска империя
- 966 година – Полша приема християнството
- 988 година – Киевска Рус приема християнството
- Възникване на богомилството в България
- Волжките българи създават държавата си с център в град Булгар

## Значими личности
- Симеон Велики – български владетел от Първа българска държава, управлявал в годините от 893 до 927 г., период на културен разцвет, наречен Златен век на българската култура.
- Владимир I – руски княз, покръстител на Русия